# فرانسيس أوغسطس سيلفا
فرانسيس أوغسطس سيلفا (بالإنجليزية: Francis Augustus Silva)‏ (4 أكتوبر 1835-31 مارس 1886) هو رسام أمريكي لمدرسة نهر هدسون. كان تخصصه هو المشاهد البحرية، وخاصةً من ساحل المحيط الأطلسي، وهو النوع الذي التقط فيه ببراعة التدرجات الدقيقة للضوء في الغلاف الجوي الساحلي. ركز على المشاهد الرومانسية، متجنبًا تصوير الاستجمام على شاطئ البحر، حتى عند رسم المشاهد في كوني آيلاند، التي كانت في ذلك الوقت منطقة ترفيهية مشهورة.

## السيرة الشخصية
ولد في مدينة نيويورك، بدأ كرسام لافتات في مدينته، كما رسم المناظر الطبيعية والمشاهد التاريخية على الألواح الخشبية للعربات، وفي عام 1861 انضم إلى فوج المشاة السابع لميليشيا ولاية نيويورك وقاتل في الحرب الأهلية، ووصل إلى رتبة نقيب، وبسبب نوبة مرضية، تم تسريحه عن طريق الخطأ بسبب الفرار من الخدمة، ولكن تم عكس ذلك بعد ثلاث سنوات، مما سمح له بإعادة التجنيد والعمل كمضيف في مستشفى عسكري.
```
في عام 
1867
 تزوج مارغريت واتس وافتتح ورشة للرسم في نيويورك، خلال السنوات التالية شارك في عدة معارض للأكاديمية الوطنية للتصميم، في عام 
1872
 انضم إلى الجمعية الأمريكية لرسامي الألوان المائية، في عام 
1876
 سافر إلى 
البندقية
، وهي رحلته الوحيدة المعروفة إلى الخارج
[
6
]
، مات بسبب الالتهاب الرئوي في عام 1886، على الرغم من أنه لم يحقق شهرة كبيرة خلال حياته، إلا أن لوحاته قد حظيت بتقدير أكبر مع بيع إحدى لوحاته بأكثر من نصف مليون دولار.
[
7
]
```